# Миколаївський зоопарк
Микола́ївський зоопа́рк — зоопарк у Миколаєві. Один з найстаріших зоопарків України. Історія зоопарку починається від 26 квітня 1901 року, коли міський голова Микола Леонтович заснував власну приватну колекцію. Миколаївський зоопарк вважається найкращим в Україні та одним із найкращих у Європі. 
До 1925 року, розташовувався в будинку Леонтовича по вулиці Адміральській (на місці нинішнього облвиконкому), з 1925 був розширений,  а від 1978 року міститься на новому місці — поряд з центральним автовокзалом на місці давнього міського цвинтаря. На поточний час посідає територію 18,48 га.
У 1993 році першим серед зоопарків України був прийнятий до Європейської Асоціації Зоопарків і Акваріумів (EAZA). Бере участь в 18 Європейських програмах розведення рідкісних видів (ЕЕР), входить до Міжнародної Системи Обліку Тварин. У травні 2003 року, Миколаївський зоопарк першим із зоопарків України був прийнятий до Всесвітньої асоціації зоопарків та акваріумів (WAZA). Миколаївський зоопарк має великий досвід розведення білих ведмедів, сніжних барсів, далекосхідних леопардів.
Директор зоопарку, Володимир Топчій — член ради директорів EAZA.

## Історія

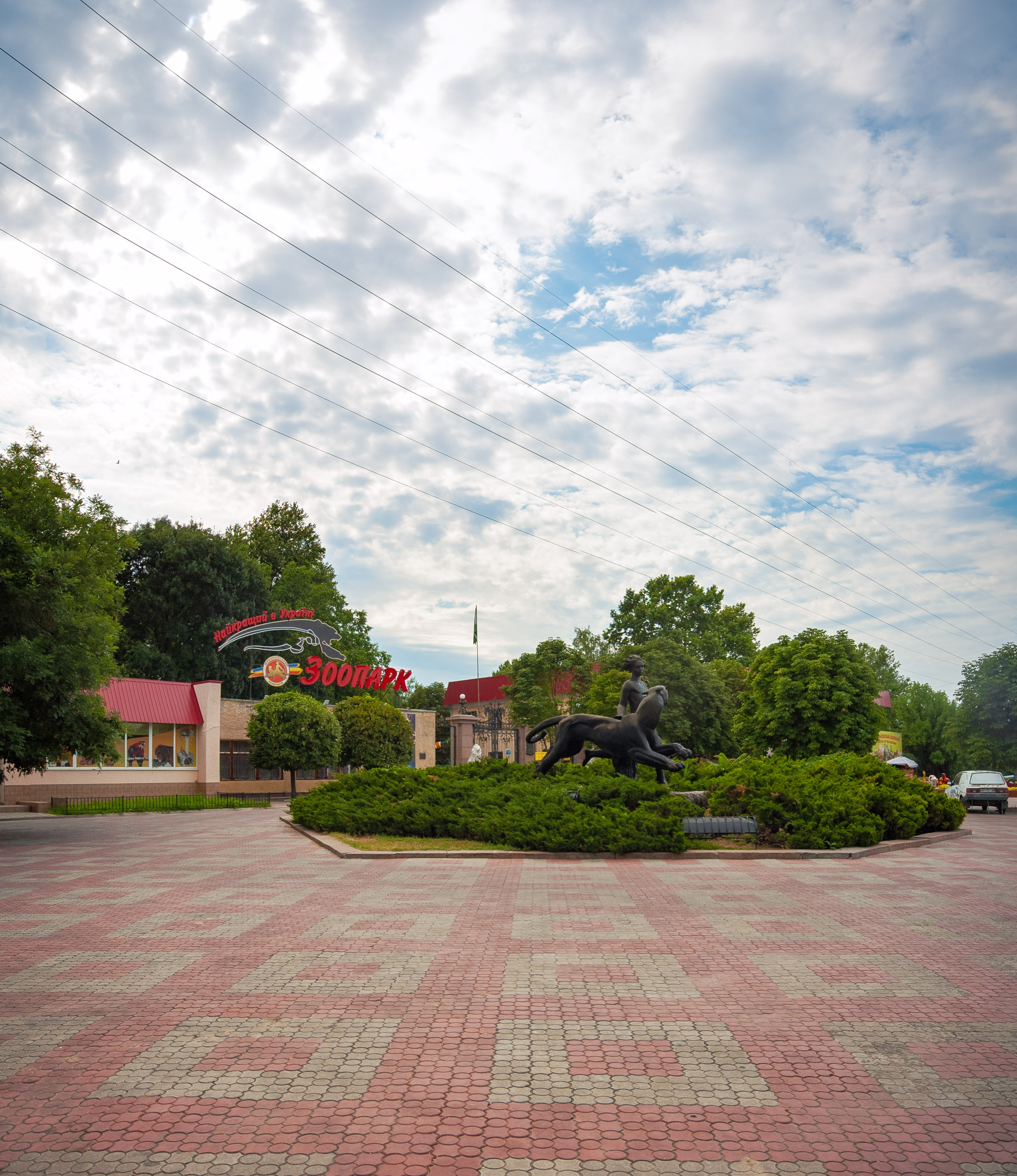
Площа Леонтовича перед входом до Миколаївського зоопарку

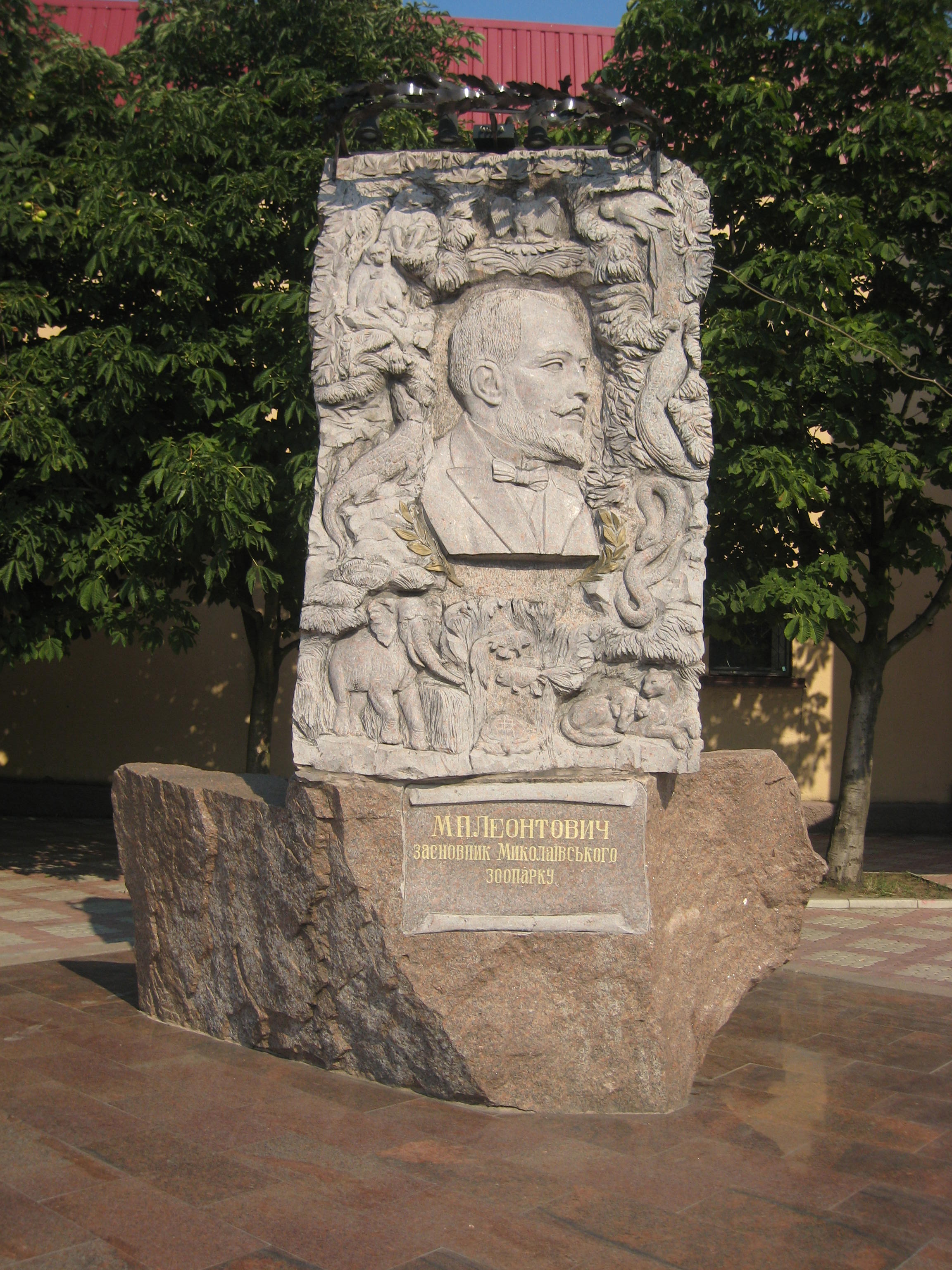
Пам'ятник Миколі Леонтовичу — засновнику Миколаївського зоопарку

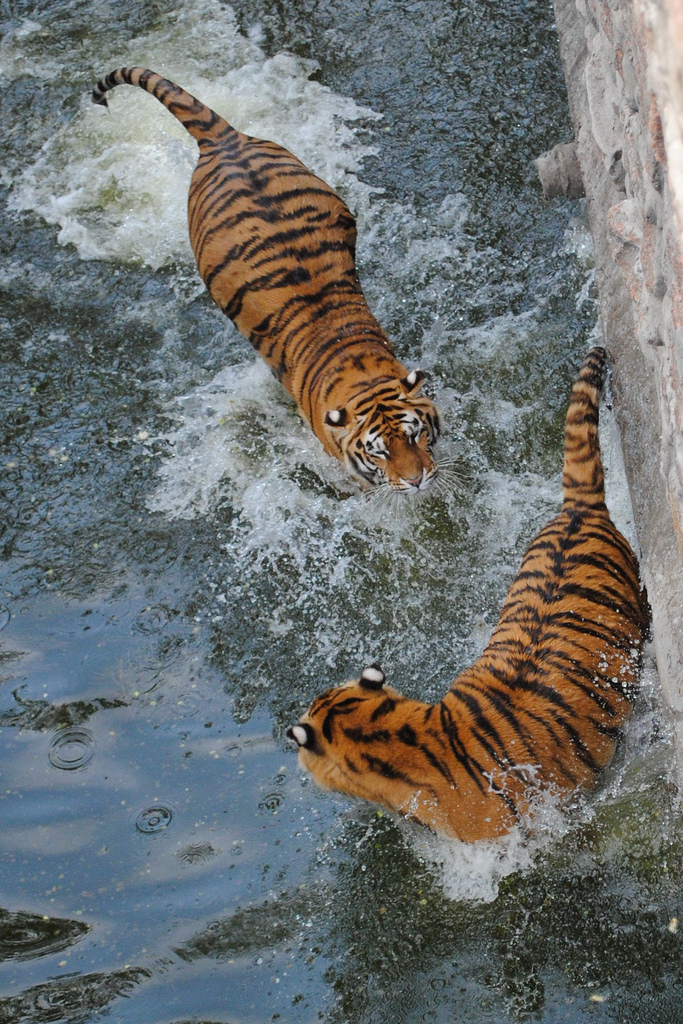
Тигри у Миколаївському зоопарку

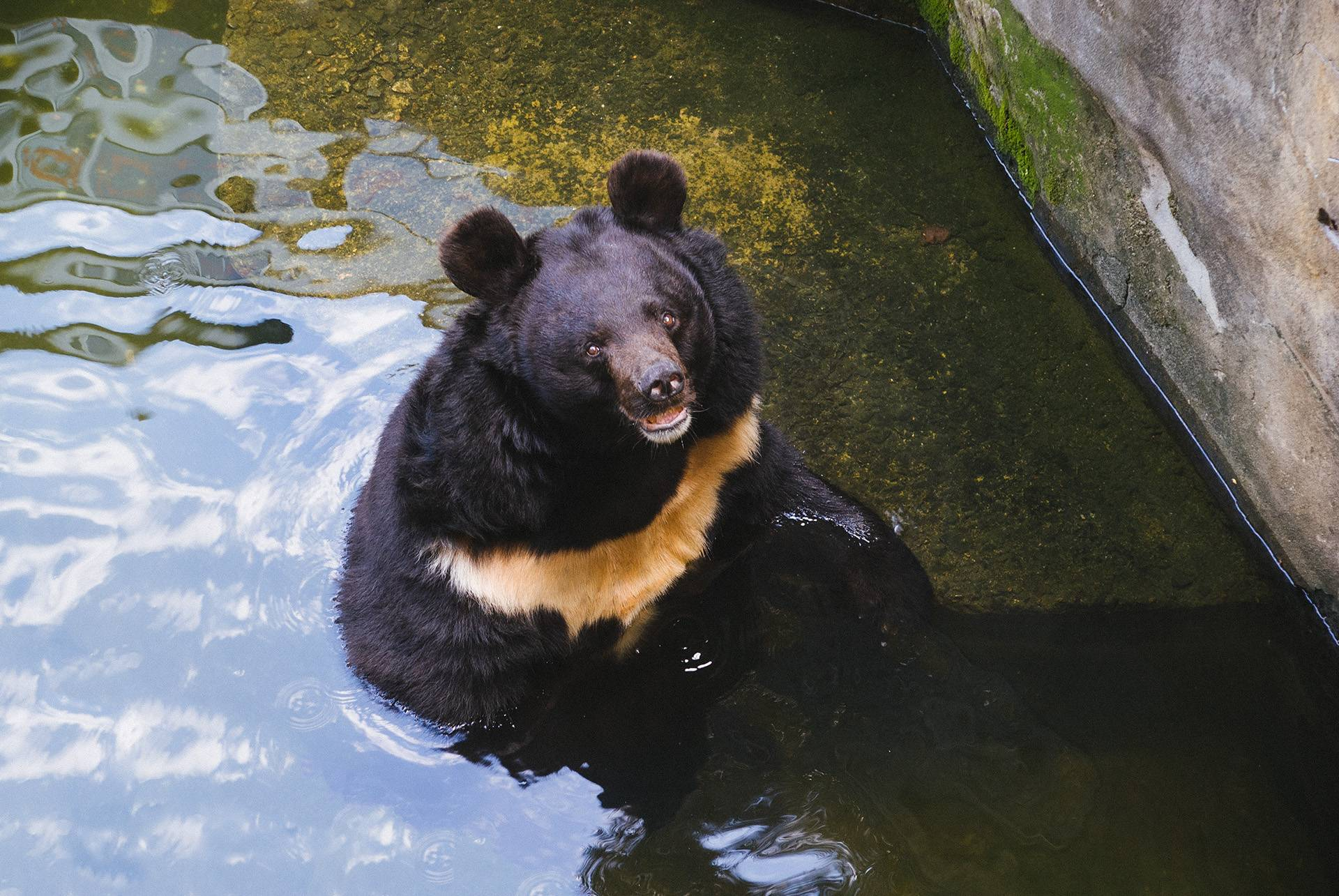
Ведмідь гімалайський у Миколаївському зоопарку

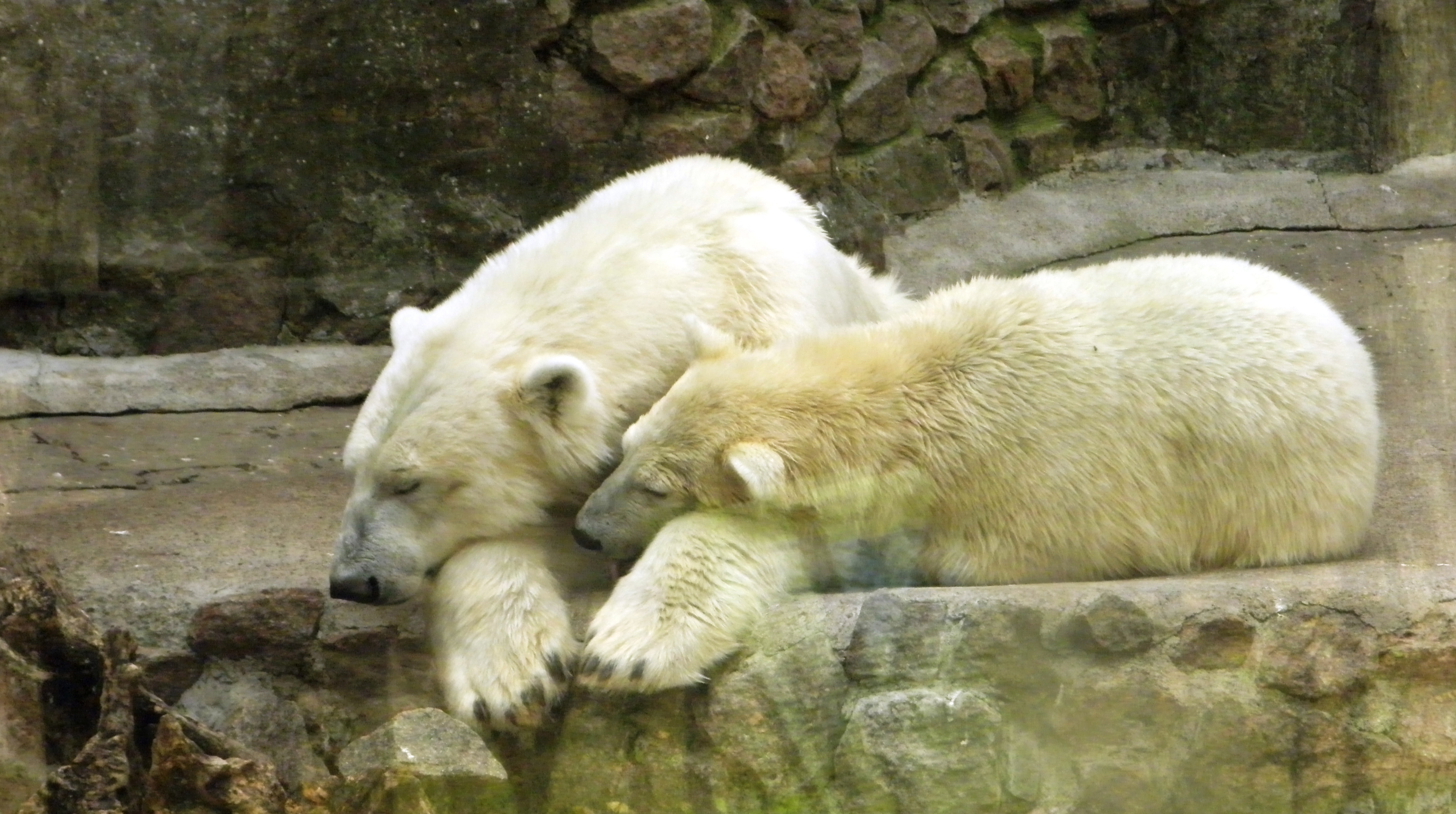
Ведмідь білий у Миколаївському зоопарку

### Заснування акваріума Миколою Леонтовичем (1901—1917)
Навесні 1901 року міський голова Миколаєва Леонтович Микола Павлович організував у себе вдома акваріум. 
Приватна колекція була обладнана сучасною технікою: були електричні компресори та обігрівачі. Риби були розміщені у 75 акваріумах, а обсяг деяких із них сягав 3000 літрів. Колекція налічувала близько 50 видів риб та земноводних, понад 1000 особин.  Микола Леонтович постійно оприлюднював статті з акваріумістики, був активним членом товариства шанувальників природи Миколаєва. 
Вже у дореволюційний час колекція Леонтовича була широко відома в Царській Росії і Європі. Подібних колекцій у всій Європі було тільки сім.

### Радянські часи (1917—1991)
У 1918 році колекція Леонтовича була націоналізована, а він сам згодом був призначений першим директором Державного акваріума.
З великими втратами Акваріум пережив громадянську війну. 25 червня 1922 року, відбулося друге урочисте відкриття Миколаївського державного акваріума. Цього року його відвідало близько 40 тисяч осіб. Відвідини були безкоштовними. До 1923 року Миколаївський державний акваріум був на утриманні місцевої народної освіти, потім був переведений на держбюджет, а з березня 1934 року — на бюджет міста.
У 1925 році при Акваріумі був відкритий зоологічний відділ, і він став іменуватися Акваріум-Зоосад. З Асканії-Нова були привезені бізони, верблюди, яки, олені, муфлони, страуси. Спеціально для зоосаду були придбані ведмеді, вовки, лисиці, мавпи. Територія була збільшена до 0,75 гектарів. Побудовані вольєри для копитних тварин, клітки хижаків, розбитий парк.
У 1928 році постійний склад працівників зоосаду становив 9 осіб. Микола Леонтович, його родина та деякі співробітники жили на теренах парку.
1934 року почалися нічим не обґрунтовані репресії Леонтовича і його сім'ї. 28 липня 1937 року він був заарештований за звинуваченням у зв'язках з контрреволюційно налаштованою інтелігенцією і участі у військово-офіцерській організації. За сімейною легендою, Микола Павлович Леонтович помер в Тамбовській в'язниці 1940 року. Проте, ці дані нічим не підтверджуються, в Тамбові його ніколи не було. Дата і місце смерті Леонтовича напевно залишаються і досі невідомі.
4 грудня 1935 року в Акваріум-Зоосад на посаду науковця приходить Федір Григорович Нічиков, що закінчив Одеський інститут профосвіти і аспірантуру Одеського Державного науково-біологічного інституту.
З приходом в Зоосад Федора Нічикова, робота була поставлена на наукову основу: почали проводитися лекції, екскурсії, консультації. 1937 року він засновує гурток юних біологів. Гуртківці брали участь в республіканських семінарах у Києві. 1940 року вони представили дві роботи: «Нова порода кавових кроликів» і «Риби річок Південного Буга та Інгулу».
На 1 січня 1941 року Акваріум-Зоосад налічував 135 видів тварин: 27 видів ссавців, 37 птахів, 8 плазунів, 62 риб.
16 серпня 1941 року під час Другої світової війни, до міста увійшли німецькі війська. Зоопарк не був евакуйований.
Всі роки окупації зоосад був відкритим для відвідувачів. У вересні 1942 року в зоосаді працювало 24 людини.
У музеї зоопарку зберігаються справжні вхідні квитки того часу, надруковані українською і німецькою мовами. Також в музеї є книга відгуків відвідувачів з 1937 по 1952 роки. На жаль, три аркуші часів війни з неї вилучені (і втрачені) тодішньою владою.
Під час відступу, німецькі окупанти застрелили ведмедів і левів. Ось що пише в своїх спогадах дружина і помічниця директора Людмила Єфимівна Нічикова: «…Деяких тварин нам вдалося сховати в підвальному приміщенні і приховати вхід. На територію зоопарку сипалися уламки від вибухів на заводі, лунав гул від бомбардування. У хвіртку раз по раз стукали німці і поліцаї. Німці пропонували нам йти, оскільки намагалися замінувати зоопарк. На щастя, зоопарк не замінували, ми залишалися на своєму посту…»
На другий день після визволення радянськими військами міста, 29 березня 1944 року в книзі відгуків з'явився перший запис: «У звільненому Миколаєві вперше нам довелося відвідати Миколаївський Акваріум-Зоосад. Першими ввійшли військова частина № 251. Багато знищено німецькими загарбниками. Залишилися самі порожні клітки. Збереглися крокодили, золоті рибки, павичі і ще дещо, що звичайно, нас і цим задовольнило з огляду на руйнування. В акваріумах застигла вода. Золоті риби плавають під льодом. Від Н-ської частини командир взводу Чучков».
Проте, гроші місто знайшло, і зоосад відновлювався. Були відремонтовані клітки хижих тварин, побудоване приміщення для дрібних хижаків на 11 секцій, басейн для водоплавних птахів.

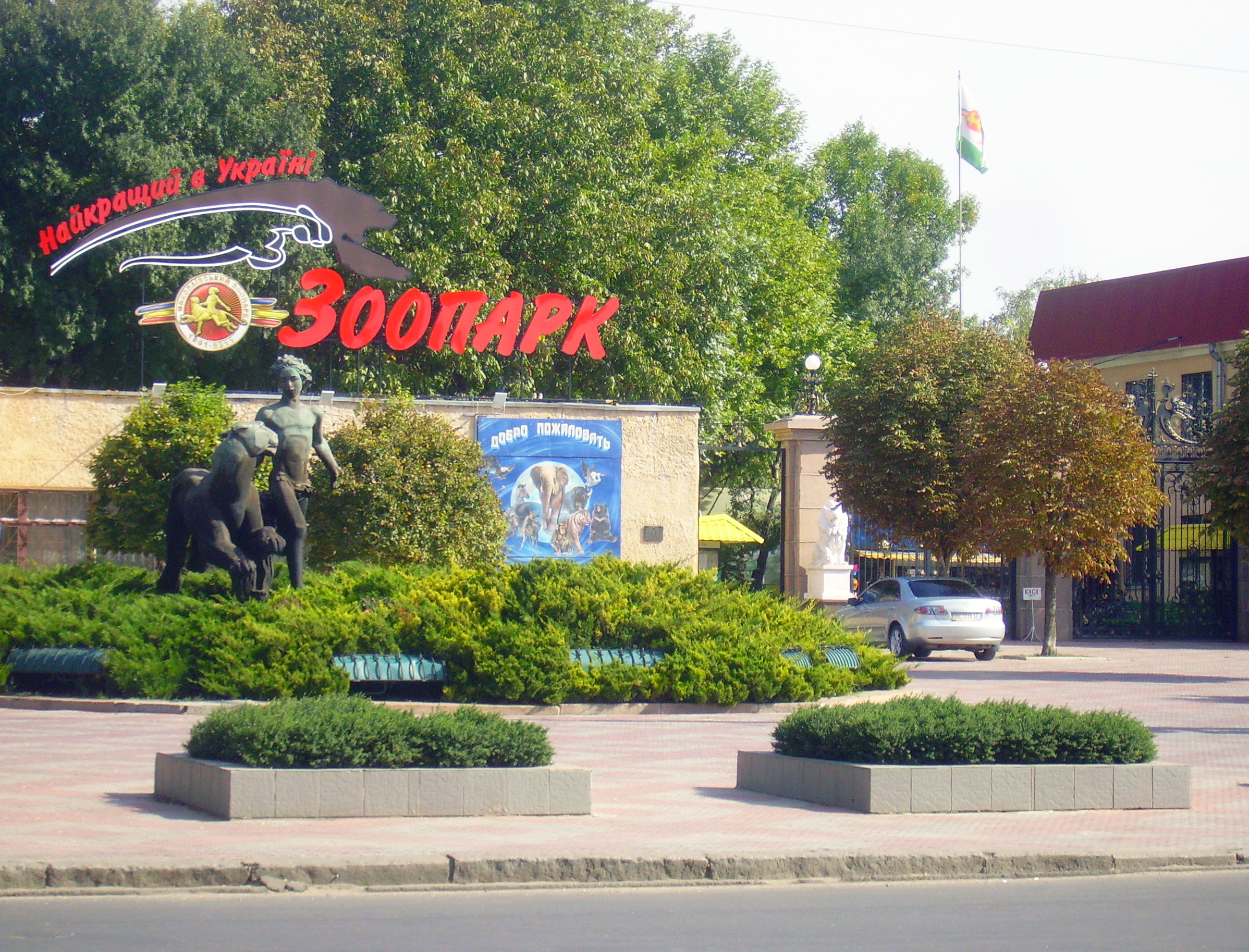
Скульптура Мауглі і Багіри перед входом до Миколаївського зоопарку

Від 1948 року Акваріум-Зоосад був перейменований на Миколаївський зоопарк. Тоді він перебував у підпорядкуванні облвиконкому, відділу культосвітроботи і фінансувався обласним бюджетом.
У 1950-их роках колекція зоопарку значно збільшилась. У ній з'явилися пуми, сніговий барс, білі ведмеді, плямиста гієна, гімалайський ведмідь. У 1955 році привезли індійську слониху Мері, яку подарував Микиті Хрущову прем'єр-міністр Індії Джавахарлал Неру.
У 1960-ті роки колекція тварин налічувала понад 200 видів та близько 2000 особин. Загальна площа приміщень для тварин становила всього лише 1267 квадратних метрів.
У 1970 року почалося будівництво на новій території. Грошей, як завжди, не вистачало, і будівництво велося вкрай мляво. У деяких міських керівників виникла думка, що зоопарк простіше закрити. У цей час на допомогу зоопарку прийшли двоє людей: перший секретар обкому партії Володимир Олександрович Васляєв і голова  міськвиконкому  Іван  Максимович  Канаєв.  Місто  почало будувати зоопарк методом народного будівництва. Понад 100 організацій міста і області прийняли в цьому участь. Основним рушієм будівельних робіт був І.М. Канаєв. Зараз центральна алея у Миколаївському зоопарку носить ім’я цієї людини.
У 1970-ті роки були збудовані приміщення для слонів та бегемотів, дім для хижих тварин «Острів звірів», приміщення для приматів, для птахів, унікальний вольєр для гірських копитних «Гірка козлів» тощо. Всі ці приміщення експлуатуються і дотепер.
У 1977 року почалось переселення тварин в нові домівки. Останніми на нову територію  березні 1978 року  були перевезені старожили зоопарку слониха Мері і американський алігатор Вася. Старий зоопарк перестав існувати. І тільки чотири величезних дерева залишилися від нього. Вони – німі свідки минулого – ще пам’ятають Леонтовича і Нічикова…
30 березня 1978 року зоопарк переїхав на нове місце. Також у цьому році на площі перед зоопарком була встановлена скульптура «Маулі і Багіра» (автор Інна Макушина), яка зараз зображена на логотипі миколаївського зоопарку.

### Після відновлення незалежності України (з 1991 року)
2000 рік рішенням міськвиконкому було оголошено в місті Миколаєві роком зоопарку.

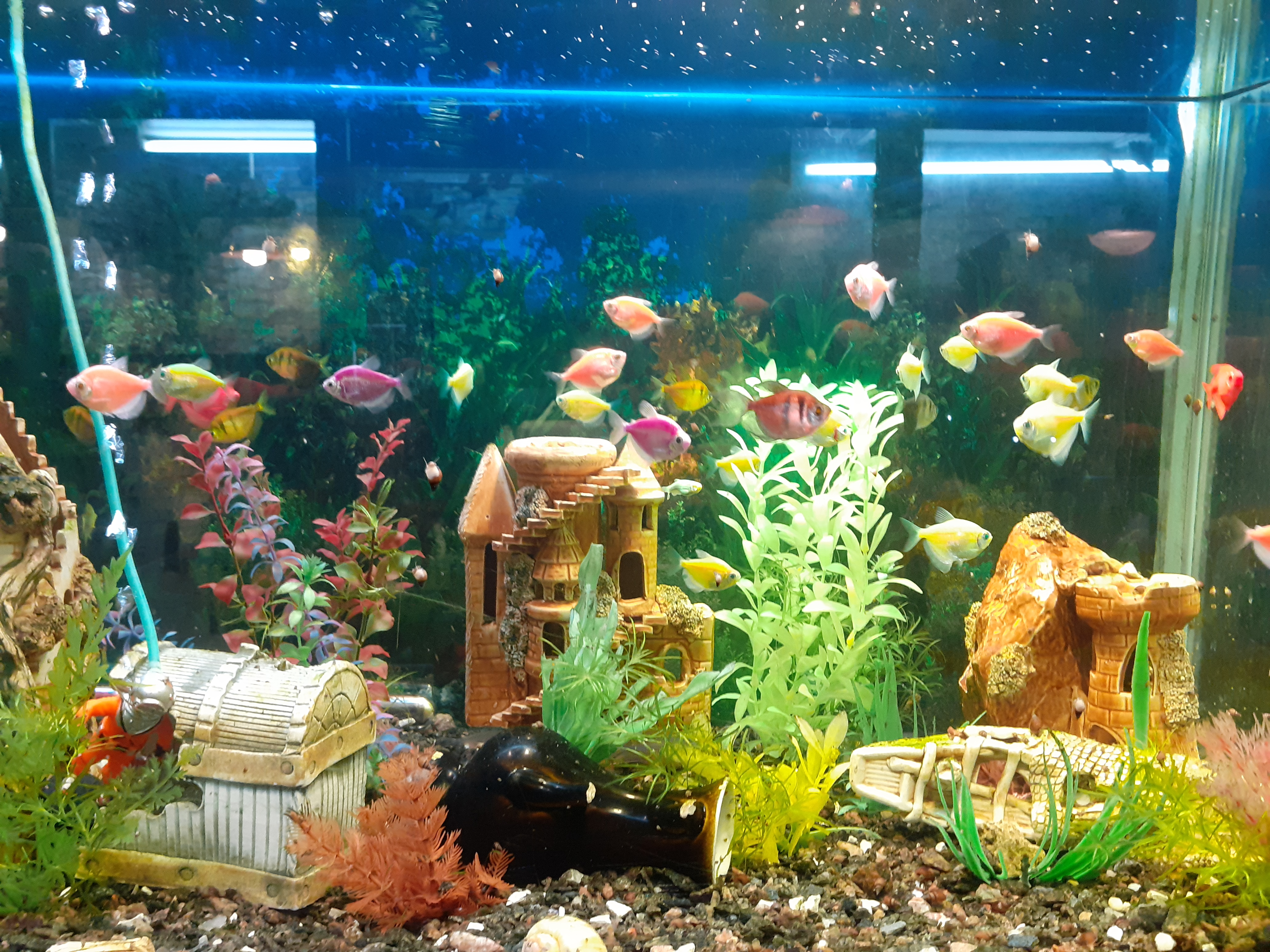
Рибки в зоопарку

13 січня 2001 було урочисто  піднято прапор зоопарку. Прапор був піднятий тодішнім депутатом Верховної ради України Віктором Горбачовим, заступницею міського голови Тамілою Бугаєнко і найстаршою працівницею зоопарку Валентиною Якуніною. Перед підняттям, прапор був освячений архієпископом Миколаївським і Вознесенським, владикою Питиримом.
До ювілею зоопарку Національний банк України випустив ювілейну монету вартістю 2 гривні «100 років Миколаївському зоопарку». Укрпошта надрукувала ювілейні конверти з відповідною маркою. Було повністю перероблено майдан перед зоопарком (архітектори О. П. і В. П. Попови, виконавець робіт «Глиноземпромбуд», директор В. А. Кондратюк). Художником Володимиром Пахомовим були виготовлені і встановлені нові вишукані ворота.
9 вересня 2001, відбулося урочисте відкриття нової площі та пам'ятника засновнику зоопарку Леонтовичу. Автори пам'ятника Інна, Юрій та Віктор Макушини. Того-ж дня було урочисто відкрито літні вольєри для левів і тигрів, які добудував «Глиноземпромбуд». У вересні, була проведена Міжнародна науково-практична конференція. Її назвою і провідною темою стало гасло зоопарку «Тільки нашими загальними зусиллями ми збережемо світ диких тварин». У конференції взяли участь понад 60 осіб з 29 зоопарків 10-ти країн. Європейську Асоціацію Зоопарків і Акваріумів представляв виконавчий директор Кун Броувер (Амстердам, Голландія).
2003 року, зоопарк отримав «Кришталевий Ріг достатку» від Міжнародного Академічного рейтингу «Золота Фортуна», а 2004 року — став переможцем в 1-му Всеукраїнському конкурсі «100 найкращих товарів і послуг» за послуги, що надаються населенню.

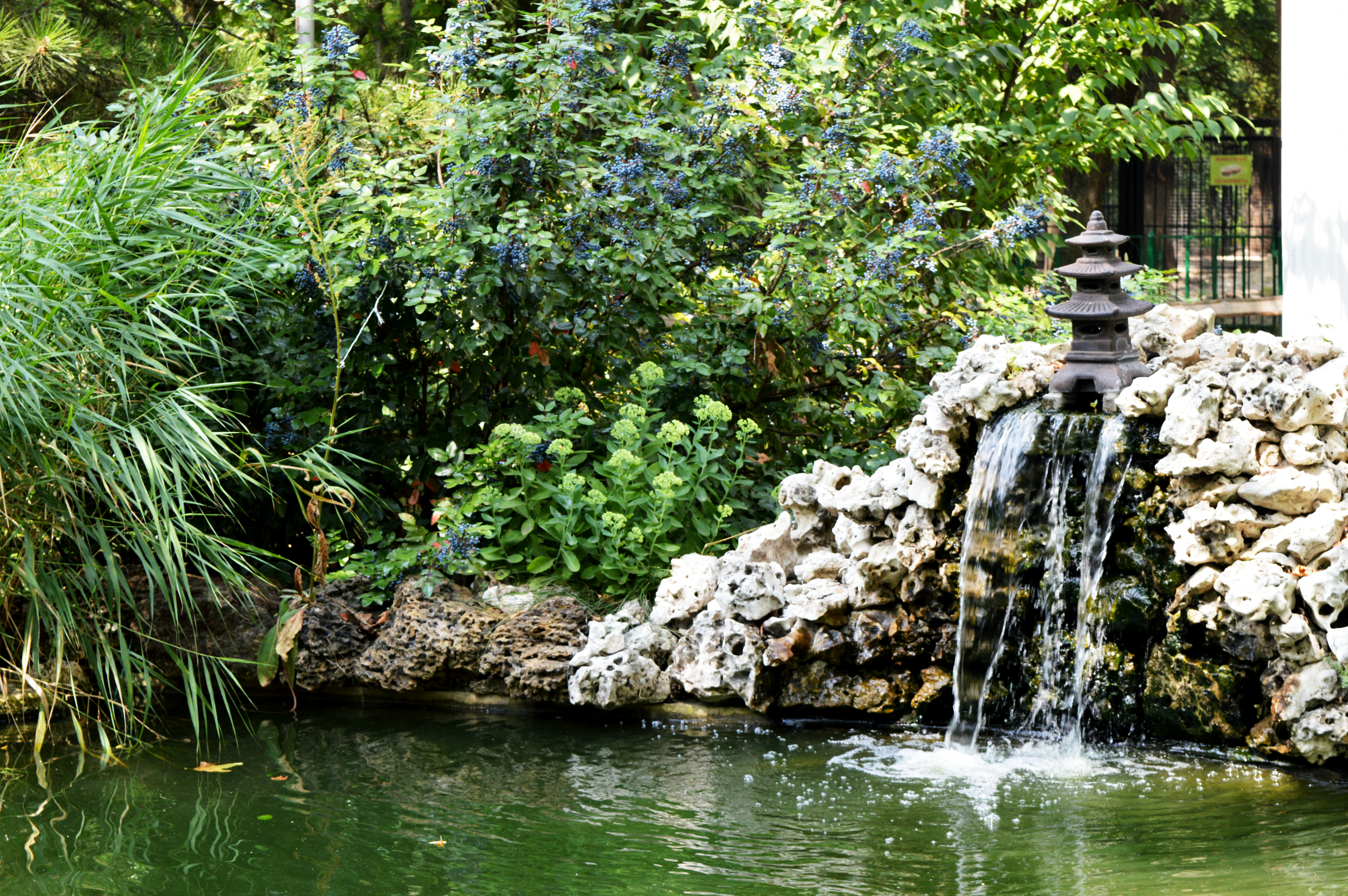
Водойма у Миколаївському зоопарку. Цікаво, що водоплавні птахи які народилися в зоопарку (крижні), спокійно перелітають з водойми на водойму в межах території.

У квітні 2004 року запрацював новий вольєр для домашніх тварин «Дідова хата». Осідок споруджено завдяки спонсорській допомозі ТОВ «Миколаївський глиноземний завод» і ДП «Дельта-Лоцман». Оформлене у народному стилі подвір'я, стало не лише своєрідним музеєм сільського побуту півдня України, а й пристановищем для кіз, овець, курей, індиків, гусей та інших тварин.
24 квітня 2004 року, миколаївський міський голова Володимир Чайка і директор глиноземного заводу Ю. Г. Овчинников відкрили новий вольєр.
1 травня 2006 року в Миколаївському зоопарку були відкриті «Сад живих тропічних метеликів» і «Пам'ятний знак співдружності зоопарків світу». Пам'ятний знак розташовано на центральній площі перед входом в зоопарк і він являє собою велику восьмигранну клумбу, на якій ростуть різні квіти. Клумба личкована полірованим червоним гранітом. По центру клумби стоїть стовп, на котрому закріплено п'ять покажчиків, направлених по сторонах світу так, щоби вони вказували напрямок до зоопарків і відстань до них. На цих покажчиках вказано зоопарки 10 міст світу. На полірованій поверхні граніту, яким личкована клумба, вказано 26 інших зоопарків. Вони також містяться на тих сторонах клумби, які звернені у бік цих зоопарків. 13 травня, у присутності великої кількості людей, земля, надіслана з усіх континентів з 34-х зоопарків світу, була урочисто внесена в клумбу. На клумбі встановлено пам'ятний камінь, на якому написані такі слова: «Ці квіти ростуть на землі, надісланій з різних зоопарків світу, як символ гасла Миколаївського зоопарку „Лише нашими спільними зусиллями ми збережемо світ диких тварин“».
20 липня 2009 року на центральній площі зоопарку, перед воротами, встановлено двоє мармурових левів, які принагідно для Миколаївського зоопарку були привезені із Китаю.
24 квітня 2010 року адміністрація зоопарку урочисто відкрила новий Авіарій — великий вольєр для птахів. Площа Авіарію — близько 900м2. Це один з найбільших пташиних вольєрів, коли-небудь побудованих в зоопарках України.

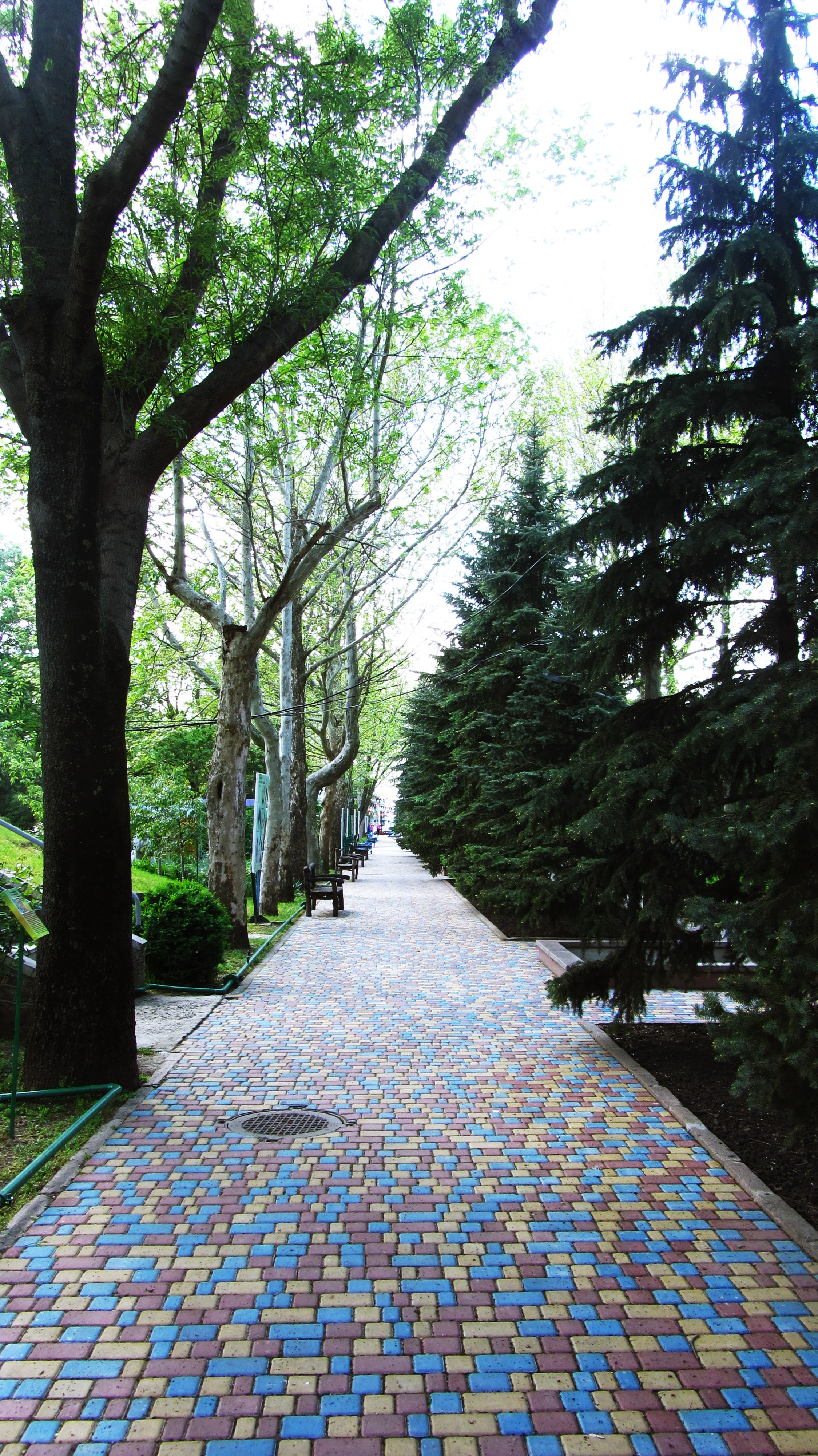
Миколаївський зоопарк. Головна алея

23 листопада 2010 відбулося перетворення з комунального підприємства Миколаївської міської ради «Миколаївський зоопарк» на комунальний заклад «Миколаївський зоопарк».
1 лютого 2011 року, Миколаївським зоопарком був затверджений Орден Миколи Леонтовича — засновника Миколаївського зоопарку.
З 31 травня по 3 червня 2011 року було проведено XVII Міжнародну конференцію Євро-Азіатської Регіональної Асоціації зоопарків та акваріумів, присвячену 110-й річниці Миколаївського зоопарку. У роботі конференції взяли участь 133 спеціаліста з 19 країн світу. 9 учасників конференції були нагороджені Орденом Миколи Леонтовича (тодішній генеральний директор Московського зоопарку В. В. Спіцин, заступник директора Талліннського зоопарку В. В. Файнштейн, екс — директор Празького зоопарку К. Богуміл, директор Новосибірського зоопарку Р. А. Шило, екс — директор Миколаївського зоопарку Л. А. Цуканов, директор Ялтинського зоопарку О. А. Зубков, директор Бакинського зоопарку А. Р. О. Гусейнов, директор Ташкентського зоопарку О. Ш. Расул, екс — директор Єреванського зоопарку С. Г. Абовян). Ця нарада в Миколаївському зоопарку, стала найбільшою за всю історію ЕАРАЗА.
У серпні 2011 народилося дитинча сіаманга — перший сіаманг, народжений в зоопарках України та СНД.
У червні 2012 року Миколаївський зоопарк отримав два дипломи «Книги рекордів України». Перший диплом належить самиці сітчастого пітона на прізвисько Сітка. Вона — найдовша змія України. Вага змії склала 104 кг, довжина — 5,95 м. Другий рекордсмен — алігатор американський Вася був нагороджений дипломом як найстарша тварина в Україні (60 років).
2 червня 2013 вперше в умовах зоопарку було отримано пташеня дрохви (Otistarda). У неволі цей зникомий птах майже не відкладає яєць. У Миколаївському зоопарку зараз міститься зграя дрохв, що складається з двох самців і двох самиць. Мешкають вони тут з 2010-го року.
22 червня 2013 року в Миколаївському зоопарку відбулося урочисте відкриття нового ландшафтного комплексу «На стику двох культур». В оздобленні цього ландшафтного витвору, використано декоративні елементи традиційної грецької та японської культур. У цій зоні присутня безліч складових, що навіюють думки про романтику та кохання. Така атмосфера приваблює закохані пари, які часто фотографуються там.
21 вересня 2013 року, завершилося відновлення й відкриття Центральної алеї та Головної площі зоопарку.
30 листопада 2013 року в конференц-залі Миколаївського зоопарку відбулася прес-конференція за підсумками 10-річної співпраці Миколаївського глиноземного заводу Об'єднаної компанії РУСАЛ та КУ Миколаївського зоопарку в межах Програми соціального партнерства МГЗ ОК РУСАЛ і Миколаївської обласної державної адміністрації з впровадження соціально значущих заходів.
15-16 березня 2014 через важке матеріальне становище Миколаївського зоопарку була оголошена акція допомоги нашим вихованцям. Більше 10 тисяч городян і гостей нашого міста відгукнулися на цей заклик! За вихідні дні (15-16 березня) каси зоопарку продали квитків на суму 205 тисяч грн. Всі гроші були використані на закупівлю кормів для тварин. Адміністрація зоопарку висловлює величезну подяку всім учасникам допомоги нашим тваринам.
29 березня 2014 відбулася довгоочікувана подія: з Московського зоопарку привезли білу ведмедицю на прізвисько Зефірка (Ursusmaritimus), яка стала окрасою Миколаївського зоопарку і загальною улюбленицею.
7 червня і 30 вересня 2014 вперше в історії Миколаївського зоопарку для відвідувачів були спеціально організовані нічні заходи «Ніч в зоопарку». Відвідувачам випала нагода прогулятися зоопарком і поспостерігати за життям тварин після настання темряви. 

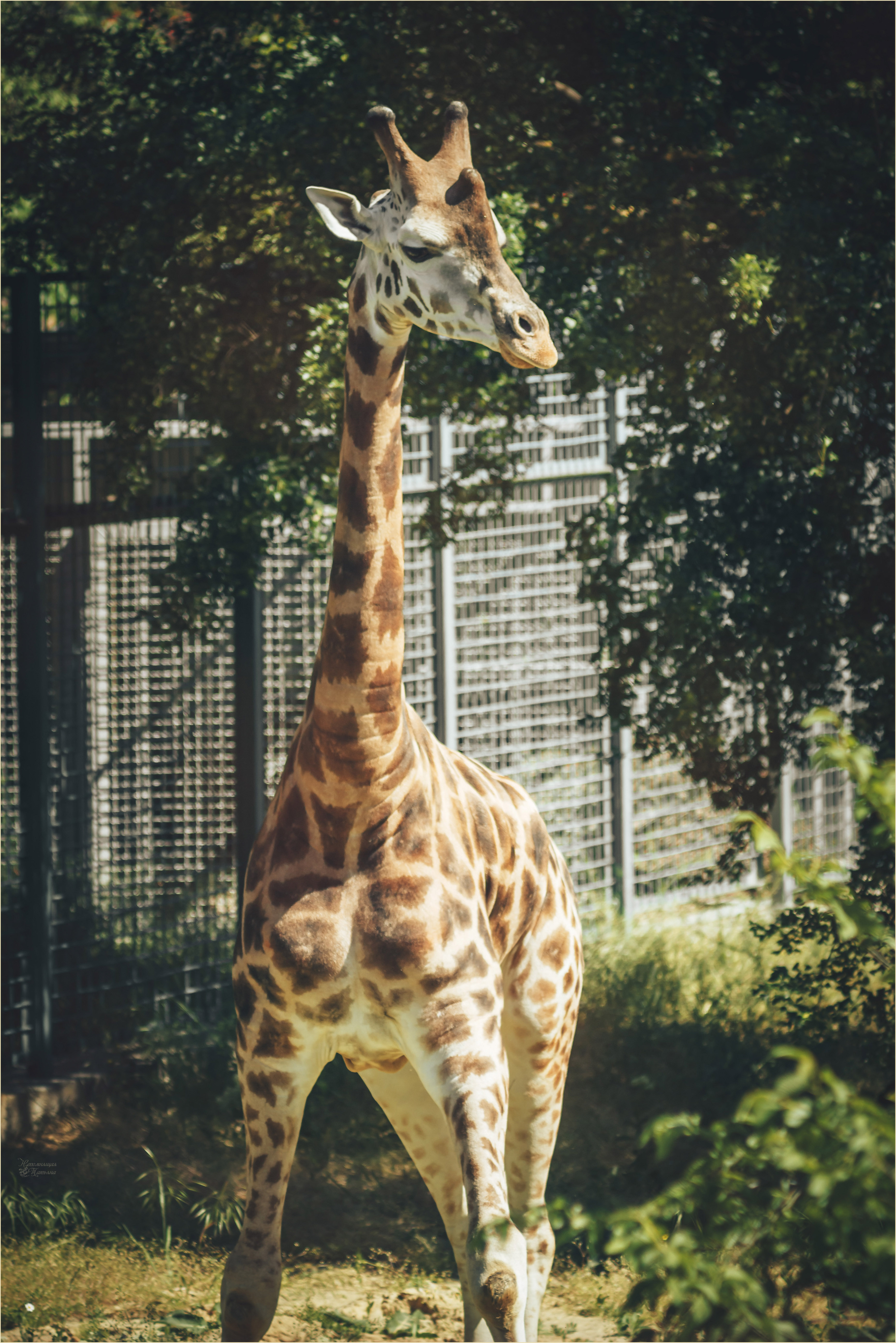
Жирафа у зоопарку

15 вересня 2019 року в Миколаївському зоопарку було відкрито довгоочікувану експозицію «Українське Сафарі», де відвідувачі можуть подивитися на рідкісних жирафів підвиду Ротшильда - Нуру і Логана, яких в зоопарк доправили в серпні 2019 року. А також на двох Індійських слонів - Дінкара і Шанті, котрих завезли в Миколаївський зоопарк восени 2019 року. 
10 листопада 2020 року розпочалося будівництво літнього притулку під назвою «Острів звірів» для леопардів і пум та інших котячих. Цього дня урочисто заклали капсулу. Завершити спорудження збиралися в 2021 році, коли Миколаївському зоопарку виповниться 120 років з дня заснування.
Через повномасштабне вторгнення російських військ на територію України та постійних обстрілів міста Миколаєва, Миколаївський зоопарк було закрито для відвідувачів наступного дня - 25 лютого. За цей час на територію зоопарку впало 8 реактивних ракет. На щастя, ніхто з людей і тварин не постраждав. З кінця лютого зоопарк звернувся до міжнародних організацій, жителів міста, з проханням купувати квитки онлайн, оскільки зоопарк був на кілька місяців закритий для відвідувачів. Завдяки зібраним коштам зоопарк зміг більш-менш існувати. Допомога надходила від ЄАЗА і зоопарків західної Європи у вигляді фінансової підтримки та підтримки сублімованими кормами з: Берліна, Варшави, Праги, Таллінна, Лодзі, а також інших зоопарків європейських країн.
До кінця 2021 року завершено будівництво трьох вольєрів для великих котячих "Острів звірів": тигрів, ягуарів, леопардів. Однак через військові дії вольєри залишилися не введеними в експлуатацію і зараз зоопарк їх не використовує. Площа вольєрів - 1948,85 м2.
На початку 2022 року вже під час бойових дій Миколаївський зоопарк закінчив реконструкцію водойми для слонів. Площа - 280,4 м2.
Протягом квітня в місті не було води. Зоопарк змушений був перейти на автономне водопостачання, і побудував дві свердловини глибиною понад 60 м. Для очищення води за допомогою обладнання, яке передало місто, встановлено систему зворотного осмосу. Тепер тварини можуть користуватися очищеною водою.

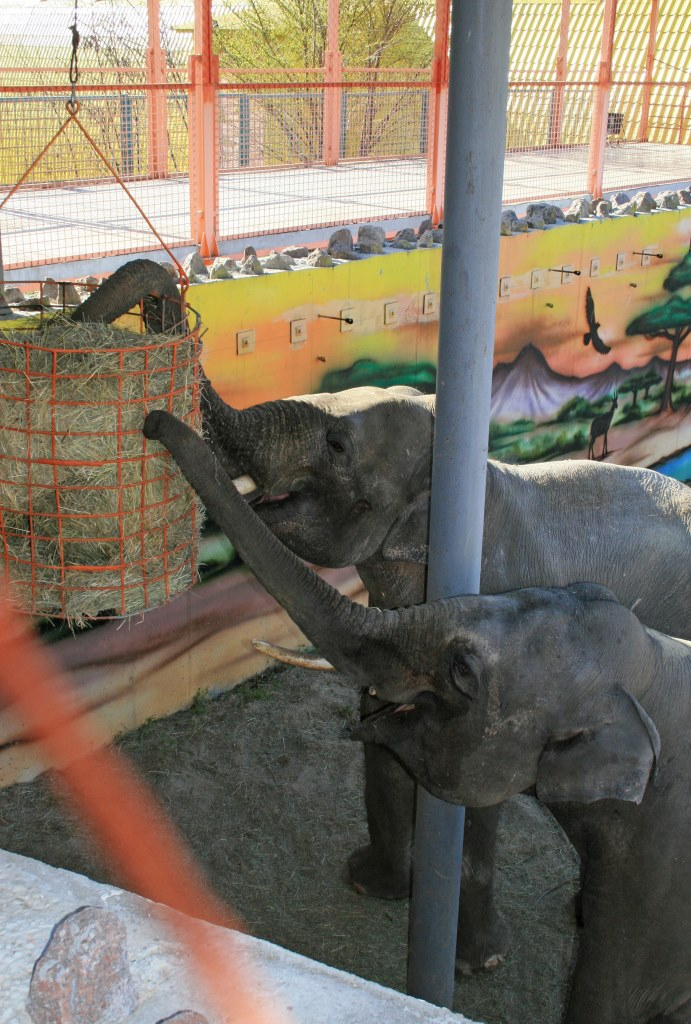
Два слона у Миколаївському зоопарку

Незважаючи на воєнний стан і щоденні бомбардування міста Миколаєва зоопарк продовжує просвітницьку роботу в режимі онлайн. Створюється як відеопродукція рекламного та просвітницького характеру, так і онлайн екскурсії, які проводяться наживо. 11 червня зоопарк був відкритий для відвідувачів у вихідні дні. Але відвідування на дуже низькому рівні через те, що місто покинули близько 50% миколаївців, а ті, що залишилися, не можуть відвідати зоопарк, бо залишилися без роботи. Але попри труднощі зоопарк намагається надавати повноцінні послуги для відвідувачів: екскурсійний супровід, показові збагачення середовища, музичний супровід, трансляція цікавих новин радіовузлом. Починаючи з 16 листопада 2022 року, Миколаївський зоопарк став відкритим для відвідування не тільки у вихідні, а й у будні дні. 

### Керівники зоопарку
- 1901—1934 — Леонтович Микола Павлович
- 1934—1935 — Распопов Іван Антонович
- 1935—1936 — Ничиков Федір Григорович
- 1936—1941 — Ребенок Тихон Олексійович
- 1941—1967 — Ничиков Федір Григорович
- 1967—1978 — Явоненко Олексій Акимович
- 1978—1979 — Тарасов Олексій Андрійович
- 1979—2002 — Цуканов Леонід Антонович
- 2002—дотепер — Топчий Володимир Миколайович

## Колекція

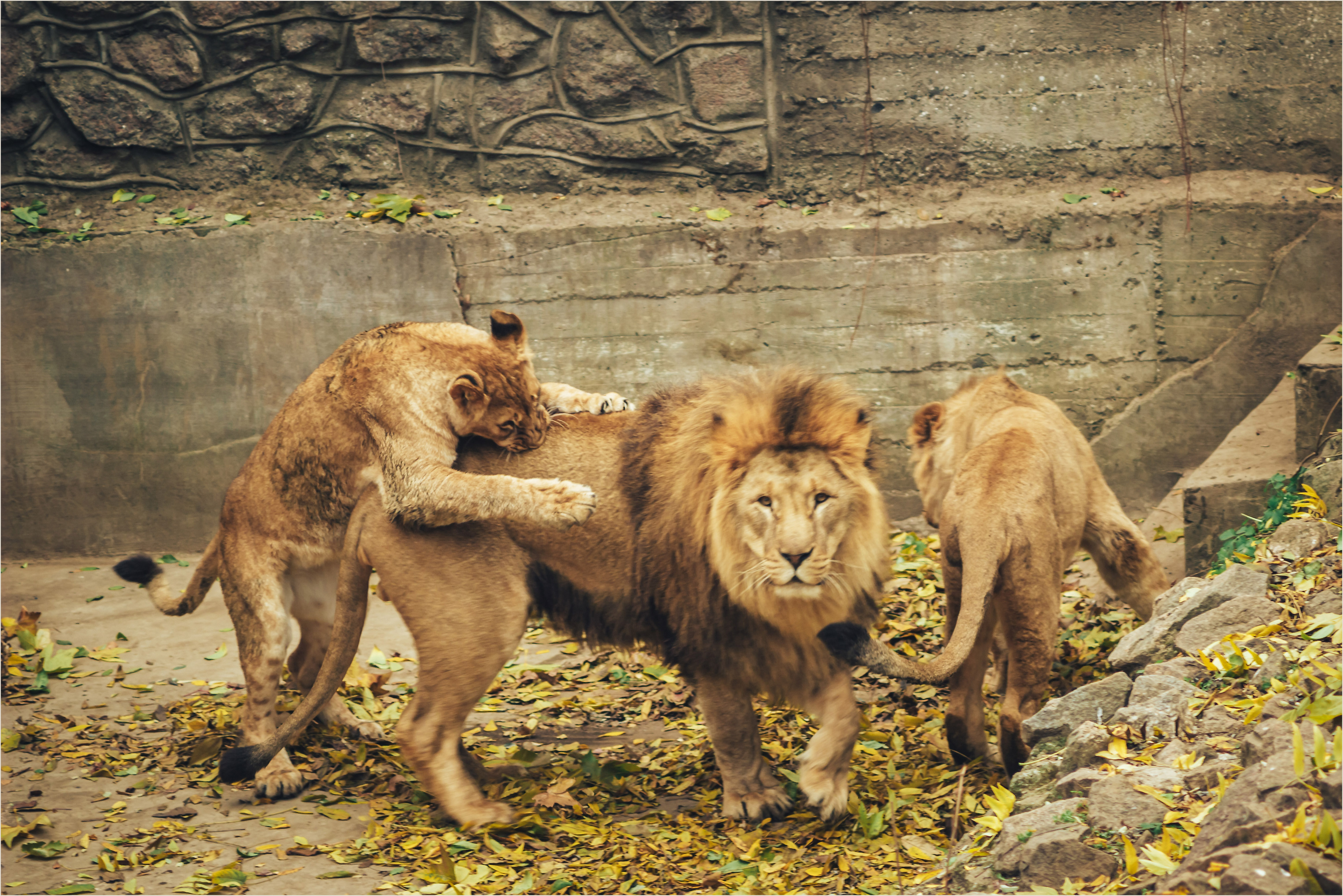
Миколаївський зоопарк має успішну програму розведення африканський левів. У 2022 році зоопарк відправив трьох левів по програмі розведення рідкісних видів тварин до Південно - Африканської Республіки, а саме в реабілітаційний центр «Сімбогна Гейм Парк»

На 2024 рік колекція зоопарку налічує близько 3171 тварин 421 вид. Поповнення колекції відбувається шляхом обміну новонароджених тварин з іншими зоопарками. Зібрання тварин і рослин зоопарку, є найбільшим в Україні. Бегемоти, білі ведмеді мають власні басейни, в яких літньої і весняної пори, вони з радістю купаються. Леви та тигри розміщені в особливих вольєрах – ямах, що дає їм простори для прогулянок та безпеку для гостей зоопарку.
З рідкісних видів, у Миколаївському зоопарку представлені: Жирафа Ротшильда, Ведмідь білий, Тигр амурський, Тапір бразильський, Такін, Пардус амурський, Гібон білорукий, Сіаманг звичайний, Сніговий барс, Дрофа
Миколаївський зоопарк має великий досвід серед зоопарків України та світу у розведенні білих ведмедів, снігових барсів, далекосхідних леопардів та інших рідких тварин.

## Емблеми
У 1978 році на площі перед зоопарком була встановлена скульптура «Мауглі і Багіра», що стала знаковою для зоопарку. Автором є Інна Юріївна Макушина.
13 січня 2001 року урочисто був піднятий прапор зоопарку — перший прапор серед зоопарків СНД. Прапор був піднятий депутатом Верховної Ради України Віктором Горбачовим, заступником міського голови Тамілою Бугаєнко і старим працівником зоопарку Валентиною Якуніною. Перед підняттям прапор був освячений архієпископом Миколаївським і Вознесенським, владикою Питиримом.

## 100-річний ювілей

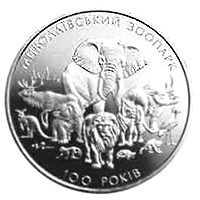
Монета НБУ присвячена Миколаївському зоопарку, реверс

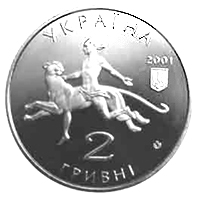
Монета НБУ присвячена Миколаївському зоопарку, аверс

До ювілею зоопарку вийшли з друку збірки статей конференції, путівник, буклет, мапа-план, значок, настільна медаль. Національним банком України випущена ювілейна монета вартістю 2 гривні «100 років Миколаївському зоопарку». Укрпошта надрукувала ювілейні конверти з маркою. Під час проведення конференції проходило їх спеціальне погашення. Ювілейним святкуванням передувала величезна підготовча робота. Оргкомітет очолював мер Миколаєва Володимир Дмитрович Чайка. 9 вересня 2001 року відбулося урочисте відкриття нової площі і пам'ятника засновнику зоопарку Миколі Павловичу Леонтовичу. Автори пам'ятника — миколаївські скульптори Інна, Юрій і Віктор Макушини.

## Музей
З 1988 року в зоопарку існує музей його історії. Матеріали для створення почали збирати ще на початку 1980-х. У музеї представлені документи, фотографії, особисті речі Миколи Леонтовича, Федора Нічикова, спогади співробітників, колекція черепів і опудал тварин, що колись жили в зоопарку, колекція яєць, плани і путівники інших зоопарків.

## Нагороди
- 5 вересня 2001 року Миколаївський зоопарк був нагороджений Почесною грамотою Кабінету Міністрів України за значний внесок в справу захисту і охорони природного багатства.
- 8 листопаду 2002 року Миколаївський зоопарк був відзначений почесним Дипломом Міжнародного Академічного Рейтингу популярності і якості «Золота Фортуна» і нагороджений Кришталевим Рогом Достатку.
- У 2003 році в Україні проходив конкурс якості продукції «100 найкращих товарів і послуг». Конкурс проводився під патронатом Президента України Леоніда Кучми і Кабінету Міністрів України. За наслідками загальнодержавного етапу Миколаївський зоопарк визнаний переможцем в номінації «Обслуговування» з врученням державного знаку якості. Нагородження відбулося 15 березня 2004 року в Національному Палаці «Україна», в Києві.

- 18 грудня 2007 року Миколаївський зоопарк і його співробітники отримали від Всеукраїнського фонду сприяння міжнародному спілкуванню «Українське народне посольство» золоту медаль «За високий професіоналізм». Нагородження було присвячене Дню Святого Миколая Чудотворця і проходило в Києві в Центральному будинку вчителя. Вручав нагороди перший президент України Леонід Кравчук.

- 11 вересня 2009 року, Указом президента України Віктора Ющенка № 730/2009 «Про відзначення державними нагородами України», директора Миколаївського зоопарку В. Н. Топчія було відзначено почесним званням «Заслужений працівник культури України».

- 8 вересня 2012 року директор Миколаївського зоопарку В. Топчій, Заслужений працівник культури України, Член ради Європейської Асоціації зоопарків і акваріумів, був нагороджений Премією Євроазіатської регіональної асоціації зоопарків та акваріумів ім. С. М. Кудрявцева.

- 9 вересня 2014 року, Топчій В. Н. був нагороджений Грамотою Верховної Ради України за заслуги перед українським народом.

- У 2012 та 2017 році міссісіпський алігатор Вася, що мешкає у Миколаївському зоопарку[5] з 1952 року, був занесений до Книги рекордів України, як найстарша тварина зоопарків України.